# Земля божа
«Земля божа» (англ. God's Own Country) — британський фільм-драма 2017 року, повнометражний режисерський дебют Френсіса Лі. Фільм розповідає про кохання молодого британського фермера і румунського мігранта. Світова прем'єра стрічки відбулася на кінофестивалі «Санденс» 23 січня 2017 року, та була відзначена призом за найкращу режисуру в конкурсі World Cinema. 11 лютого 2017 року фільм був показаний в секції «Панорама» на 67-му Берлінському кінофестивалі де був номінований на премію «Teddy». Фільм також отримав нагороду за найкращий британський фільм на Единбурзькому кінофестивалі та низку інших фестивальних кінонагород.
Прем'єра фільму в Україні відбулася в грудні 2017 року в рамках програми «Нове британське кіно — 2017», представленої Артхаус Трафік.

## Сюжет
Десь у Йоркширі живе молодий фермер Джонні. Живе звичайним життям британської глушини, в якій лише пиятики й секс на одну ніч. Коли Джонні розуміє, що не впорається з господарством, то наймає молодого румунського мігранта Георге. Наймає і… закохується в нього — вперше в житті.

## У ролях
| • Джош О'Коннор  | … | Джонні Саксбі      |
| • Алек Секаряну  | … | Ґеорґе Йонеско     |
| • Ієн Гарт       | … | Мартін Саксбі      |
| • Джемма Джонс   | … | Дейдре Саксбі      |
| • Гаррі Сміт     | … | стажист аукціоніст |
| • Мелані Кілбурн | … | Ґлорія             |
| • Ліам Томас     | … | Ґлен               |

## Знімальна група
- Автор сценарію — Френсіс Лі
- Режисер-постановник — Френсіс Лі
- Продюсери — Манон Ердіссон, Джек Тарлінг
- Виконавчі продюсери — Каван Еш, Мері Бур, Анна Даффілд, Крістофер Граньє-Деферр, Селін Хаддад, Річард Голмс, Дермід Скримшо, Пол Вебстер
- Оператор — Джошуа Джеймс Річардс
- Композитори — Дастін О'Галлоран, Адам Вілці
- Монтаж — Кріс Ваятт
- Художник-постановник — Стефан Коллоньє
- Художник по костюмах — Сіан Дженкінс
- Артдиректор — Педро Мора, Селіна Норріс
- Звук — Анна Бертмарк

## Виробництво
Фільм частково оснований на історії життя письменника і режисера Френсіса Лі, який також повинен був ухвалити рішення, — залишитися працювати на фермі своєї родини, або вирушити на навчання в драматичну школу.
Фільм був знятий в Йоркширі, селі Лайкок в області Кітлі, Західний Йоркшир. Деякі сцени були зняті на автовокзалі Кітлі.

## Критика
Фільм отримав позитивні відгуки кінокритиків. На сайті Rotten Tomatoes фільм має рейтинг 99 % на основі 90 рецензій з середнім балом 8,2 з 10. На сайті Metacritic фільм має оцінку 84 з 100 на основі 16 рецензій критиків, що відповідає статусу «загальне визнання».
Пітер Бредшоу з газети The Guardian дав фільму чотири зірки з п'яти. Він описав фільм як «майже, але не зовсім Горбата гора», а також як «дуже британська історія кохання, що тріщить по швах від невисловлених емоцій, страхів про майбутнє, готовністю витіснити кожну емоцію у важку фізичну роботу». Ед Поттон з газети The Times дав фільму чотири зірки з п'яти, описавши його як «прекрасний» і «потужний» фільм.

## Нагороди та номінації
| Кінопремія                                    | Рік        | Категорія | Номінант(и)                                                         | Результат |
| --------------------------------------------- | ---------- | --- | ------------------------------------------------------------------- | --------- |
| Кінофестиваль «Санденс»                       | 2017       | Гра-прі журі | Земля божа                                                          | Номінація |
| Кінофестиваль «Санденс»                       | 2017       | Найкраща режисуру — World Cinema                                                                                                 | Френсіс Лі                                                          | Перемога  |
| 67-й Берлінський міжнародний кінофестиваль    | 2017       | Премія «Тедді» за найкращий ЛГБТ-фільм                                                                                           | Земля божа                                                          | Номінація |
| 67-й Берлінський міжнародний кінофестиваль    | 2017       | Премія чоловічого журі за найкращий фільм                                                                                        | Земля божа                                                          | Перемога  |
| Единбурзький міжнародний кінофестиваль        | 2017       | Премія Майкла Павелла за найкращий британський фільм                                                                             | Земля божа                                                          | Перемога  |
| Премія Британського незалежного кіно          | 2017       | Найкращий британський незалежний фільм                                                                                           | Земля божа                                                          | Номінація |
| Премія Британського незалежного кіно          | 2017       | Найкращий режисер | Френсіс Лі                                                          | Номінація |
| Премія Британського незалежного кіно          | 2017       | Найкращий актор | Джош О'Коннор                                                       | Номінація |
| Премія Британського незалежного кіно          | 2017       | Найкращий актор | Алек Секаряну                                                       | Номінація |
| Премія Британського незалежного кіно          | 2017       | Найкращий актор другого плану | Ієн Гарт                                                            | Номінація |
| Премія Британського незалежного кіно          | 2017       | Найкращий сценарій | Френсіс Лі                                                          | Номінація |
| Премія Британського незалежного кіно          | 2017       | Найкращий дебютант-сценарист | Френсіс Лі                                                          | Номінація |
| Премія Британського незалежного кіно          | 2017       | Найкращий продюсерське досягнення                                                                                                | Манон Ердіссон, Джек Тарлінг                                        | Номінація |
| Премія Британського незалежного кіно          | 2017       | Найкращий звук | Анна Бертмарк                                                       | Перемога  |
| Премія Британського незалежного кіно          | 2017       | Найкращий кастинг | Шахін Байг, Лейла Меррік-Вольф                                      | Номінація |
| Премія Британського незалежного кіно          | 2017       | Нагорода Дугласі Гікокса | Френсіс Лі                                                          | Номінація |
| Міжнародний кінофестиваль у Чикаго            | 2017       | Срібний Q-Г'юго («за просте, але міцне дослідження маскулінності, жагу та невимовну інтимність у наших найважливіших стосунках») | Френсіс Лі                                                          | Перемога  |
| Кінофестиваль Chéries-Chéris                  | 2017       | Гран-прі за найкращий художній фільм                                                                                             | Земля божа                                                          | Номінація |
| Британський кінофестиваль Динар               | 2017       | «Золотий Гічкок» за найкращий фільм                                                                                              | Земля божа: Френсіс Лі (режисер), Ardimages (продюсерська компанія) | Перемога  |
| ЛГБТ-кінофестиваль Фреймлайн (Сан-Франциско)  | 2017       | Приз глядчів за найкращий фільм                                                                                                  | Земля божа                                                          | Перемога  |
| Стокгольмський міжнародний кінофестиваль      | 2017       | Бронзовий кінь за найкращий фільм                                                                                                | Земля божа                                                          | Номінація |
| Стокгольмський міжнародний кінофестиваль      | 2017       | Найкращий режисер | Френсіс Лі                                                          | Перемога  |
| Стокгольмський міжнародний кінофестиваль      | 2017       | Найкращий актор | Джош О'Коннор                                                       | Перемога  |
| Райдужний кінофестиваль в Гонолулу            | 2017       | Премія фестивалю за найкращий художній фільм                                                                                     | Земля божа                                                          | Перемога  |
| Кіно та відео фестиваль «Навиворіт» (Торонто) | 2017       | Нагорода Білла Шервуда за найкращий перший фільм                                                                                 | Земля божа                                                          | Перемога  |
| Трансільванський міжнародний кінофестиваль    | 2017       | Трофей Трансільванії — Найкращий фільм                                                                                           | Земля божа                                                          | Номінація |
| Трансільванський міжнародний кінофестиваль    | 2017       | Спеціальний приз журі | Френсіс Лі                                                          | Перемога  |
| Кінофестиваль у Голвеї (Ірландія)             | 2017       | Найкращий міжнародний дебютний фільм                                                                                             | Земля божа                                                          | Перемога  |
| Премія BAFTA                                  | 18.02.2018 | Найкращий британський фільм | Земля божа                                                          | Номінація |